# Davide Rummolo
Davide Rummolo (Napoli, 12 novembre 1977) è un ex nuotatore italiano, specializzato nella rana ha avuto maggior successo nella gara dei 200 m in cui ha vinto una medaglia di bronzo ai Giochi olimpici di Sydney.

## Carriera
Ha esordito nel 1994 ai campionati europei giovanili e l'anno dopo ha vinto il suo primo titolo italiano nei 100 metri: non si ripeterà più in questa distanza. Nel biennio 1997-98, allenato da Riccardo Siniscalco e Raffaele Avagnano si è affermato come il migliore duecentista italiano ed ha debuttato in nazionale maggiore ai giochi del Mediterraneo di Bari. La sua prima vittoria internazionale importante è avvenuta nell'aprile del 1999 alla Coppa latina in Guadalupa nei 200 m; in estate è stato convocato anche ai campionati europei di Istanbul dove è arrivato sesto nella finale dei 200 m.
Nel giugno del 2000 ha partecipato ai campionati europei ad Helsinki in cui è stato finalista nei 200 m, e a settembre è stato convocato per i Giochi olimpici di Sydney. Il 19 settembre in batteria ha migliorato il primato italiano dei 200 m di Domenico Fioravanti, che glielo ha poi tolto in semifinale: poi in finale è riuscito ad arrivare al terzo posto dietro a Fioravanti al suo secondo oro olimpico e al sudafricano Terence Parkin.
Anche nel 2001 è stato uno dei migliori ranisti in campo internazionale; nell'estate ha partecipato prima ai campionati mondiali di Fukuoka in cui è arrivato ancora in finale nei 200 m, settimo: poche settimane dopo alle universiadi di Pechino è arrivato primo nei 200 m superando il compagno di squadra Michele Vancini di due centesimi di secondo; infine ai Giochi del Mediterraneo di Tunisi di settembre ha vinto la medaglia d'argento nei 200 m, battuto da Vancini in finale, e quella d'oro con la staffetta 4×100 m mista assieme a Luis Alberto Laera, Mattia Nalesso e Simone Cercato.
Rummolo ha continuato la serie di successi anche nel 2002, anno in cui, riconfermatosi miglior duecentista italiano ai primaverili e agli estivi, si è affermato anche in Europa vincendo nell'estate la medaglia d'oro a Berlino battendo Yohann Bernard e Roman Sludnov; nel dicembre successivo si è poi riconfermato ai campionati in vasca corta di Riesa, sempre in Germania, questa volta superando Maxim Podoprigora e Richard Bodor.
Il 2003 è stato il suo ultimo anno ad alto livello, in cui è riuscito ancora a vincere quattro titoli italiani tra individuali e staffette ed a qualificarsi per i mondiali di Barcellona dove però non è riuscito ad entrare in finale nei "suoi" 200 m rana. Si è ritirato dopo la stagione 2004. Successivamente ha intrapreso la carriera di allenatore dapprima presso la sezione di Ponticelli del Circolo Canottieri Napoli e ora presso l'Ecumano Space.

## Palmarès
nota: questa lista è incompleta
| Giochi olimpici           | ---                         | 200 m rana                | ---                             |
| 2000 Sydney Australia     | ---                         | Bronzo 2'12"73            | ---                             |
| Campionati del mondo      | 100 m rana                  | 200 m rana                | ---                             |
| 2001 Fukuoka Giappone     | 18º in batteria 1'02"60     | 7º 2'12"89                | ---                             |
| 2003 Barcellona Spagna    | 24º in batteria 1'02"82     | 12º in semifinale 2'14"36 | ---                             |
| Campionati europei        | 100 m rana                  | 200 m rana                | 4×100 m mista                   |
| 1999 Istanbul Turchia     | elim. in batteria "         | 6º 2'15"31                | ---                             |
| 2000 Helsinki Finlandia   | 24º in batteria 1'04"08     | 8º 2'17"20                | ---                             |
| 2002 Berlino Germania     | ---                         | Oro 2'11"37               | 10º - 3'44"35 frazione: 1'01"91 |
| Europei in vasca corta    | ---                         | 200 m rana                | ---                             |
| 2000 Valencia Spagna      | ---                         | 10º in batteria 2'14"21   | ---                             |
| 2001 Anversa Belgio       | ---                         | squalificato "            | ---                             |
| 2002 Riesa Germania       | ---                         | Oro 2'07"70               | ---                             |
| Giochi del Mediterraneo   | 100 m rana                  | 200 m rana                | 4×100 m mista                   |
| 2001 Tunisi Tunisia       | ---                         | Argento 2'13"29           | Oro: 3'42"49 frazione: 1'02"06  |
| Universiadi               | 100 m rana                  | 200 m rana                | ---                             |
| 2001 Pechino Cina         | elim. in semifinale 1'03"84 | Oro 2'14"98               | ---                             |
| Europei giovanili         | 100 m rana                  | 200 m rana                | ---                             |
| 1994 Paradubice Rep. Ceca | 7º 1'06"06                  | 7º 2'22"76                | ---                             |

### Altri risultati
Coppa latina (vengono elencate solo le gare individuali)
- 1999: Guadalupe,  Messico

200 m rana: oro, 2'17"64

### Campionati italiani
11 titoli individuali e 10 in staffette, così ripartiti:
- 1 nei 100 m rana
- 10 nei 200 m rana
- 4 nella staffetta 4×50 m mista
- 6 nella staffetta 4×100 m mista

nd= non disputato
| Anno | Edizione    | rana 50 m | rana 100 m | rana 200 m | mista 4×50 m | mista 4×100 m |
| ---- | ----------- | --------- | ---------- | ---------- | ------------ | ------------- |
| 1995 | Primaverili | nd        | 1          | 3          | nd           | -             |
| 1996 | Primaverili | nd        | 3          | 2          | nd           | 1             |
| 1996 | Estivi      | nd        | -          | -          | nd           | 2             |
| 1997 | Primaverili | nd        | -          | 1          | nd           | 2             |
| 1997 | Estivi      | nd        | -          | 2          | nd           | -             |
| 1998 | Primaverili | nd        | 3          | 1          | nd           | -             |
| 1998 | Estivi      | nd        | -          | 1          | nd           | -             |
| 1998 | Invernali   | -         | -          | 2          | nd           | nd            |
| 1999 | Primaverili | -         | 2          | 1          | nd           | 2             |
| 1999 | Estivi      | 2         | 2          | 1          | nd           | 2             |
| 2000 | Primaverili | 3         | 2          | 2          | nd           | 1             |
| 2000 | Estivi      | -         | 2          | 1          | nd           | 2             |
| 2000 | Invernali   | -         | -          | -          | 1            | nd            |
| 2001 | Primaverili | -         | -          | 2          | nd           | 2             |
| 2001 | Estivi      | -         | -          | -          | nd           | 1             |
| 2001 | Invernali   | -         | 3          | 1          | 1            | nd            |
| 2002 | Primaverili | -         | 2          | 1          | nd           | 1             |
| 2002 | Estivi      | -         | -          | 1          | nd           | 2             |
| 2002 | Invernali   | -         | 3          | 2          | 1            | nd            |
| 2003 | Primaverili | -         | 3          | 1          | nd           | 1             |
| 2003 | Estivi      | -         | 3          | 2          | nd           | 1             |
| 2003 | Invernali   | -         | -          | -          | 1            | nd            |
| 2004 | Primaverili | -         | -          | 3          | nd           | -             |
| 2004 | Estivi      | -         | -          | 2          | nd           | 2             |
| 2004 | Invernali   | -         | 3          | 3          | -            | nd            |

## Onorificenze
Cittadino onorario della città di San Giorgio a Cremano (NA).